# Michael Laitman
Michael Laitman nació en la ciudad bielorrusa de Vitebsk, en la antigua Unión Soviética, (actualmente Bielorrusia), en 1946. Sus alumnos se refieren a él con el título honorífico de Rav o Rabino, pese a no haber sido ordenado formalmente como rabino y no llevar a cabo oficios religiosos.

## Antecedentes
Sus alumnos habitualmente le llaman Doctor Laitman, sobre la base de un doctorado que recibió en 2004 por parte del Instituto de Filosofía de la Academia Rusa de las Ciencias. Los antecedentes de Laitman no se encuentran en la religión sino en la ciencia.

## Interés en el judaísmo
El doctor desarrolló un interés en el judaísmo rabínico tradicional solamente tras emigrar a Israel en 1974. Laitman recibió algunas lecciones sobre la Cábala en casa del cabalista Philip Berg Poco después, en 1979, se convirtió en discípulo del rabino y cabalista Baruj Ashlag, el hijo del célebre rabino Yehuda Ashlag, también conocido como el Baal HaSulam.

## Organización Bnei Baruch
A principios de los 90, Laitman fundó la organización Bnei Baruch, (en español: "Los Hijos de Baruj"). En aquel momento sus estudiantes solo eran un modesto grupo de estudio que se reunía en su apartamento de Bnei Brak. Gradualmente, el grupo creció. En 1997, el grupo empezó a ofrecer cursos de Cábala gratuitamente, a través de Internet y la radio (el grupo creó un canal de televisión en el año 2007). La organización trasladó su sede central desde Bnei Brak hasta la ciudad de Petaj Tikva.
A través de Internet, la asociación Bnei Baruch empezó a reunir a seguidores de todo el Mundo. Actualmente, el grupo está presente en 107 países, cuenta con 150.000 estudiantes regulares, de los cuales 50.000 residen en el Estado de Israel: se calcula que dos millones de personas acceden a su sitio web cada año. El grupo organiza conferencias anualmente en Tel Aviv, que cuentan con la asistencia de 6.000 personas, incluyendo a diversos dignatarios y políticos locales. En 2006, tres miembros del gobierno de Israel, miembros del partido político Likud, asistieron a la conferencia de la organización.

## Organización Arvut
En el año 2011, en una época de ebullición interna en Israel debido a la Primavera Árabe, la asociación Bnei Baruch creó el movimiento Arvut (responsabilidad mutua), un movimiento social no político.